# SS Gairsoppa
Le SS Gairsoppa est un navire de commerce britannique à vapeur ayant servi pendant la Seconde Guerre mondiale.

## Carrière
Il a navigué avec plusieurs convois, avant de rejoindre le convoi SL 64 en provenance de Calcutta. À court de carburant, il a quitté le convoi et s'est dirigé vers Galway, en Irlande, mais il a été torpillé et coulé par l'U-101, le 17 février 1941.

## Renflouement
L'épave du navire a été localisée en 2011 par 4 700 mètres de fond et, à l'époque,  il a été annoncé qu'une opération de renflouement aurait lieu en 2012 pour récupérer sa cargaison de lingots d'argent, dont une valeur estimée de 150 millions d'euros.
C'est la compagnie américaine Odyssey Marine Exploration qui a effectué le renflouement en juillet 2012 de près de 48 tonnes d'argent (soit 1 218 lingots), à la suite d'un accord avec le gouvernement britannique qui lui permet de conserver 80 % des lingots renfloués. En 2013, à la suite d'une nouvelle expédition, un total de 1 574 lingots ont été remontés à la surface pour un poids de 61 tonnes.